# Кукри

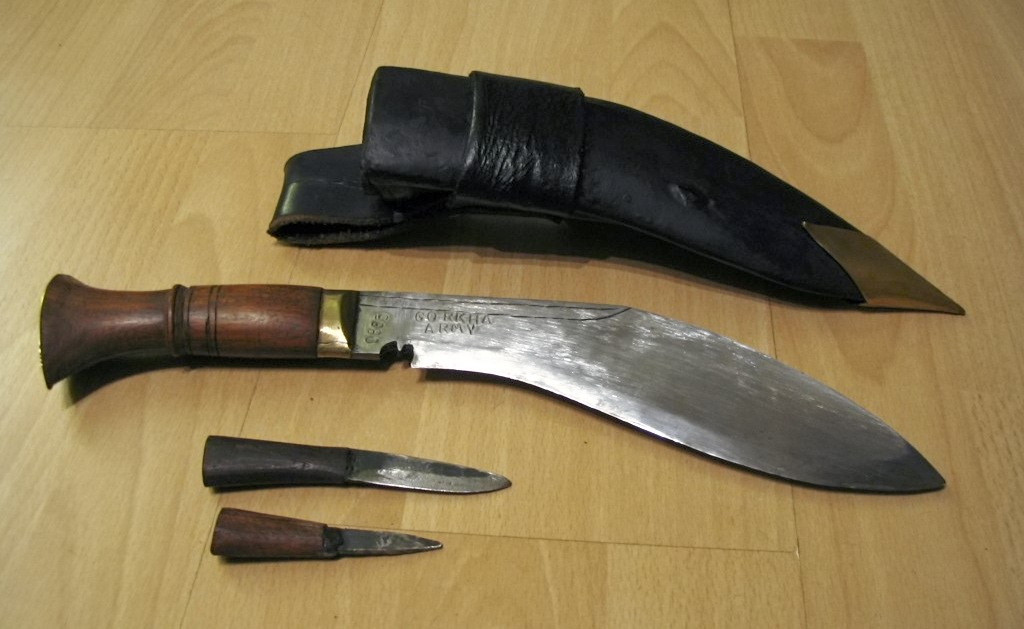
Кукри

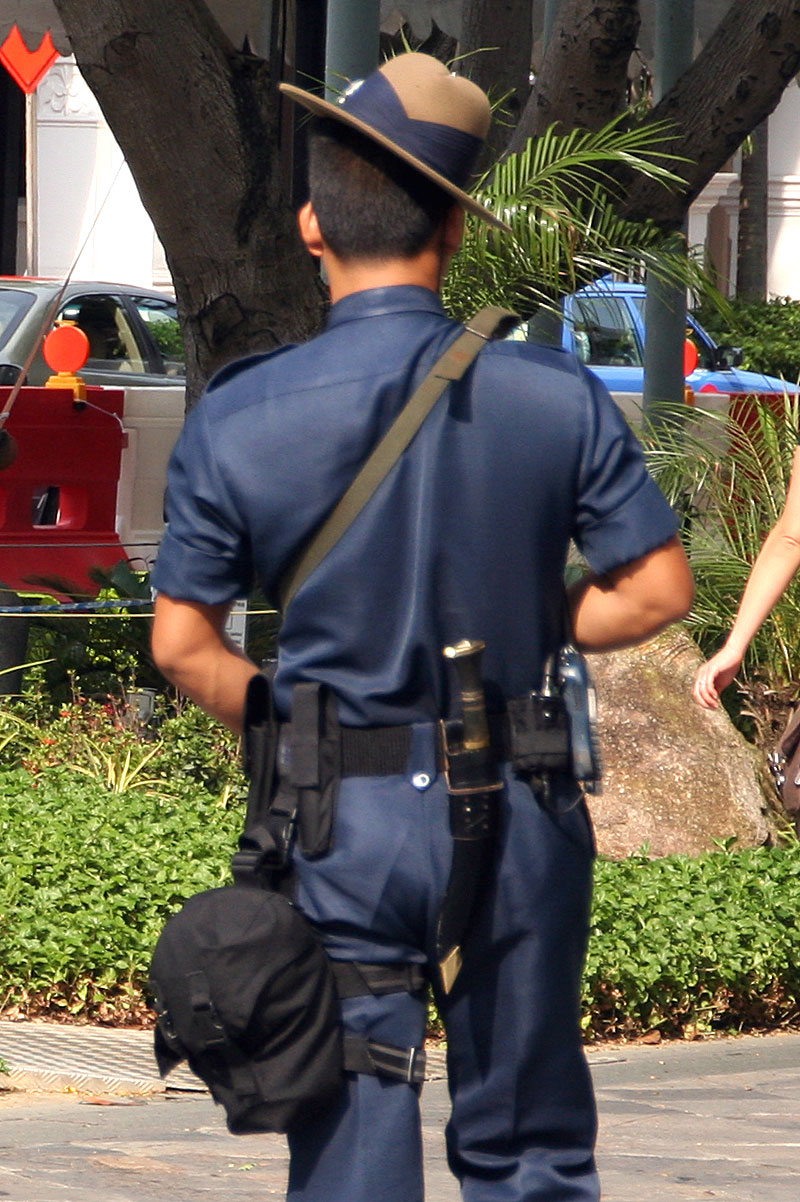
Гуркхский полицейский с кукри на поясе (Сингапур)

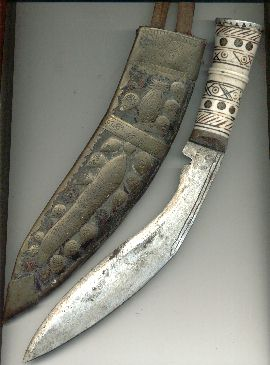

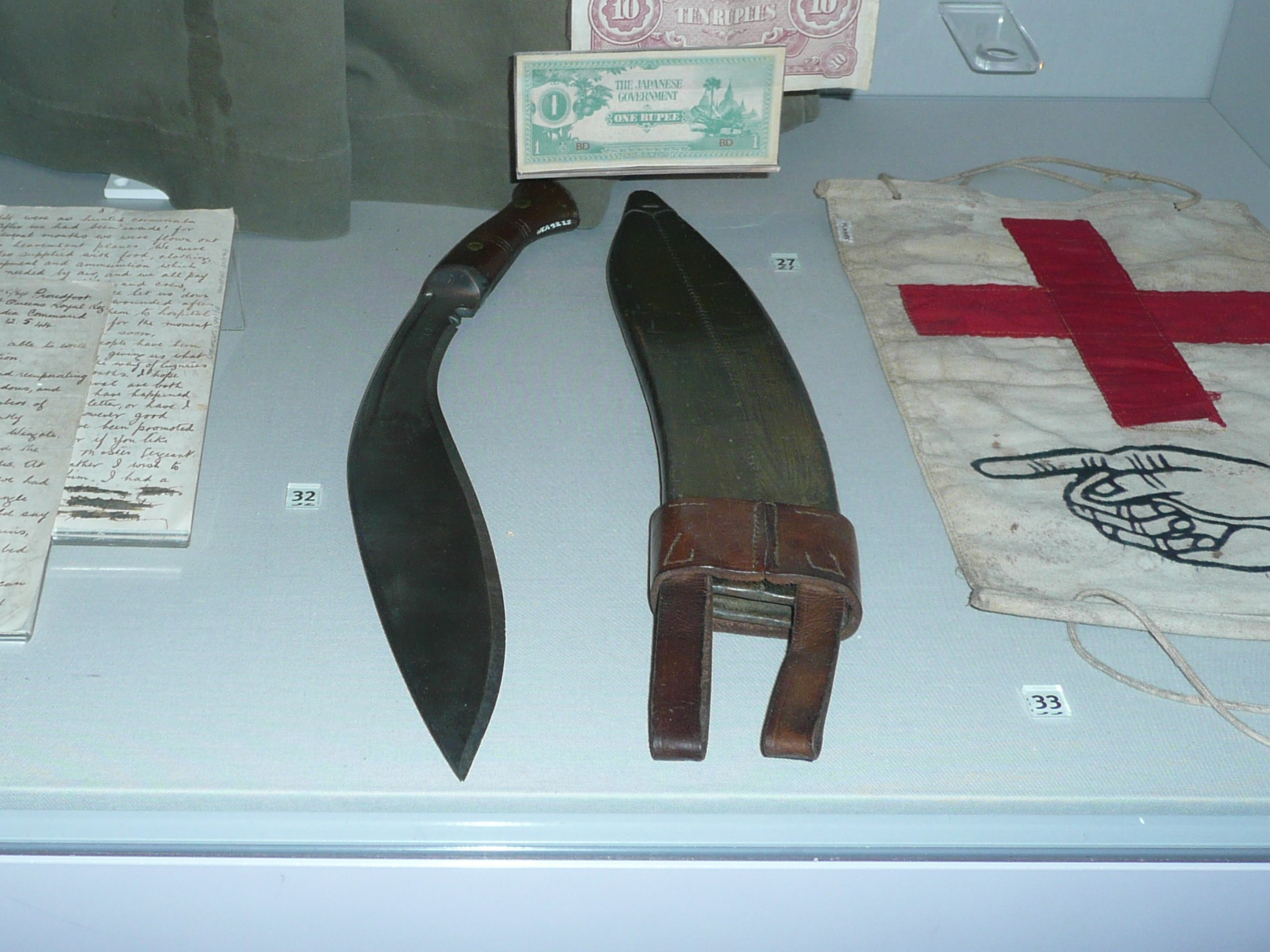

Кукри́, в ином написании Кхукри и Кукури (непальск. खुकुरी) — национальный нож, используемый непальскими гуркхами.

## История
Клинок кукри имеет характерный профиль «крыла сокола» с заточкой по вогнутой грани (то есть это нож с так называемым обратным изгибом). Считается, что кукри происходит от греческого кописа, имеющего похожий изгиб, и попал в Непал с армией Александра Македонского в IV веке до н. э.
По другой версии, характерная форма изогнутого клинка, заточенного по внутренней стороне, была принесена в Грецию из Африки в VI веке до н. э., а оттуда распространилась на Балканы и Средний Восток, оказав влияние на форму ятагана и ряда ножей региона.
Британский путешественник, писатель и коллекционер оружия Ричард Фр. Бёртон в своей «Книге мечей» (1884) утверждал, что предшественником кукри являлся распространенный у египтян ближневосточный «меч-серп» кхопеш.
Вне зависимости от источника происхождения, кукри является одним из самых древних видов холодного оружия, дошедшего до наших дней без серьёзных изменений.
Наиболее древний кукри хранится в Национальном музее Непала и датируется приблизительно XIV—XV веком, музейные образцы практически не отличаются от изготавливаемых сейчас. Более ранние образцы не сохранились из-за применявшегося в них низкокачественного металла.

## Элементы
Каждый характерный элемент кукри имеет не только практическое, но и символическое значение. Так, например дол у обуха носит название «Меч Шивы» и даёт кукри силу оружия бога Шивы. Кольца на рукояти обеспечивают уверенное удержание кукри во влажной руке и символизируют собой уровни мироздания. Лезвие с переменным углом заточки дает максимальную эффективность в рубящих, режущих и колющих ударах и символизирует Солнце и Луну — традиционные символы Непала. Выемка на лезвии у рукояти называется чо, изначальное её назначение неизвестно, вероятно, она имеет символический религиозный смысл. Чо может иметь различную форму, и как правило обозначает трезубец Шивы — основной атрибут и символ силы этого бога. Другая форма чо — «след коровы», является символом богини Кали (корова является священным животным в индуизме). Иногда указывается, что практический смысл чо — препятствовать образованию трещин и сколов клинка у рукояти. Для кукри, не имеющих чо, производимых, например, в Америке, наиболее частым дефектом является отлом лезвия у рукояти (на эту область клинка приходится максимальная нагрузка при рубящем ударе по твердой цели). Металлическое навершие на головке рукояти символизирует всевидящее око бога, а в практическом плане закрывает кончик хвостовика лезвия, проходящего через всю рукоять, и позволяет использовать рукоять кукри в качестве явары, либо в качестве молотка.

## Техника изготовления и комплектация
Носится кукри в широких деревянных ножнах, обтянутых кожей водяного буйвола и окованных металлом. Рукоять кукри традиционно изготавливается из палисандрового дерева или рога водяного буйвола.
Обычно, кроме самого кукри в комплект входят два меньших ножа — карда и хакма. Первый — это нож для мелких работ, второй — тупой кусок стали с рукояткой, который служит в частности для правки самого кукри и карды, так как он закаливался на гораздо большую твердость.
Клинок традиционного кукри имеет не только заточку с переменным углом, но и зонную закалку. У обуха клинок значительно мягче, чем у кромки лезвия. Для кукри характерны показатели твердости в 25-27 HRC у обуха, 46-48 HRC в середине клинка и 55-57 HRC у кромки лезвия либо 57-58 HRC у обуха и около 60 HRC на кромке лезвия. Сохранить упругость клинка при такой высокой твердости помогает традиционная техника ковки, передаваемая из поколения в поколение непальскими кузнецами ками.

## Разновидности
Кукри делятся на несколько групп:
- Катриморас — подобие наградного оружия, чаще всего клинок богато украшен.
- Джанавар катне — с длинным и тонким клинком, больше похожий на меч.
- Бадхум — боевой кукри с достаточно массивным и толстым (до 0,8 см) клинком, достаточно широкий клинок с плавными линиями.
- Бунспати — боевое орудие с узким клинком.
- Сирупати — популярный в южных регионах Непала, боевой нож, считается самым узким клинком среди прочих.
- Анг кхола — нож хозяйственного назначения, в среднем с толщиной клинка до одного сантиметра.
- Бходжпури — аналог анг кхола кукри, также имеет хозяйственно-бытовое назначение.
- Ханши — дополняет ряды хозяйственных ножей, чаще всего его используют как серп.